# Torrebeleña
Torrebeleña est une commune d’Espagne, dans la province de Guadalajara, communauté autonome de Castille-La Manche.